# Варгашинский поссовет
Варгашинский поссове́т — муниципальное образование со статусом городского поселения в Варгашинском районе Курганской области Российской Федерации.
Административный центр — посёлок городского типа (рабочий посёлок) Варгаши.
В рамках административно-территориального устройства является посёлком городского типа районного подчинения с подчинёнными ему населёнными пунктами.

## История
Законом Курганской области от 6 июля 2004 года № 419 поссовет наделён статусом городского поселения, включавшего первоначально 2 населённых пункта (пгт Варгаши и посёлок Юрахлы).
Законом Курганской области от 18 января 2019 года N 2, Барашковский, Варгашинский, Лихачевский, Пичугинский, Поповский и Сычевский сельсоветы были упразднены, а их территории с 1 февраля 2019 года включены в состав Варгашинского поссовета.

## Население
| 2010  | 2011  | 2012  | 2013    | 2014    | 2015  | 2016  |
| ----- | ----- | ----- | ------- | ------- | ----- | ----- |
| 9334  | ↘9252 | ↗9375 | ↘9281   | ↘9196   | ↗9200 | ↘9190 |
| 2017  | 2018  | 2019  | 2020    | 2021    |       |       |
| ↗9278 | ↗9347 | ↘9274 | ↗12 300 | ↘10 895 |       |       |

## Состав поссовета
| №  | Населённый пункт | Тип населённого пункта                  | Население |
| -- | ---------------- | --------------------------------------- | --------- |
| 1  | Барашково        | село                                    | ↘451      |
| 2  | Березняки        | деревня                                 | ↗16       |
| 3  | Варгаши          | село                                    | ↘515      |
| 4  | Варгаши          | рабочий посёлок, административный центр | ↘8435     |
| 5  | Васильки         | деревня                                 | ↘12       |
| 6  | Кабанье          | деревня                                 | ↘77       |
| 7  | Камышное         | село                                    | ↘32       |
| 8  | Лихачи           | село                                    | ↘498      |
| 9  | Малопесьяная     | деревня                                 | ↘18       |
| 10 | Моревское        | деревня                                 | ↘68       |
| 11 | Носково          | село                                    | ↘26       |
| 12 | Обменово         | деревня                                 | →5        |
| 13 | Пестерево        | деревня                                 | ↗43       |
| 14 | Пичугино         | село                                    | ↘758      |
| 15 | Попово           | село                                    | ↘346      |
| 16 | Роза             | посёлок                                 | ↘34       |
| 17 | Старопесьяное    | деревня                                 | ↘1        |
| 18 | Сычево           | село, административный центр            | ↘247      |
| 19 | Уфина            | деревня                                 | ↘99       |
| 20 | Щучье            | деревня                                 | ↘49       |
| 21 | Юрахлы           | посёлок                                 | ↘58       |